# 파타고니아 사막

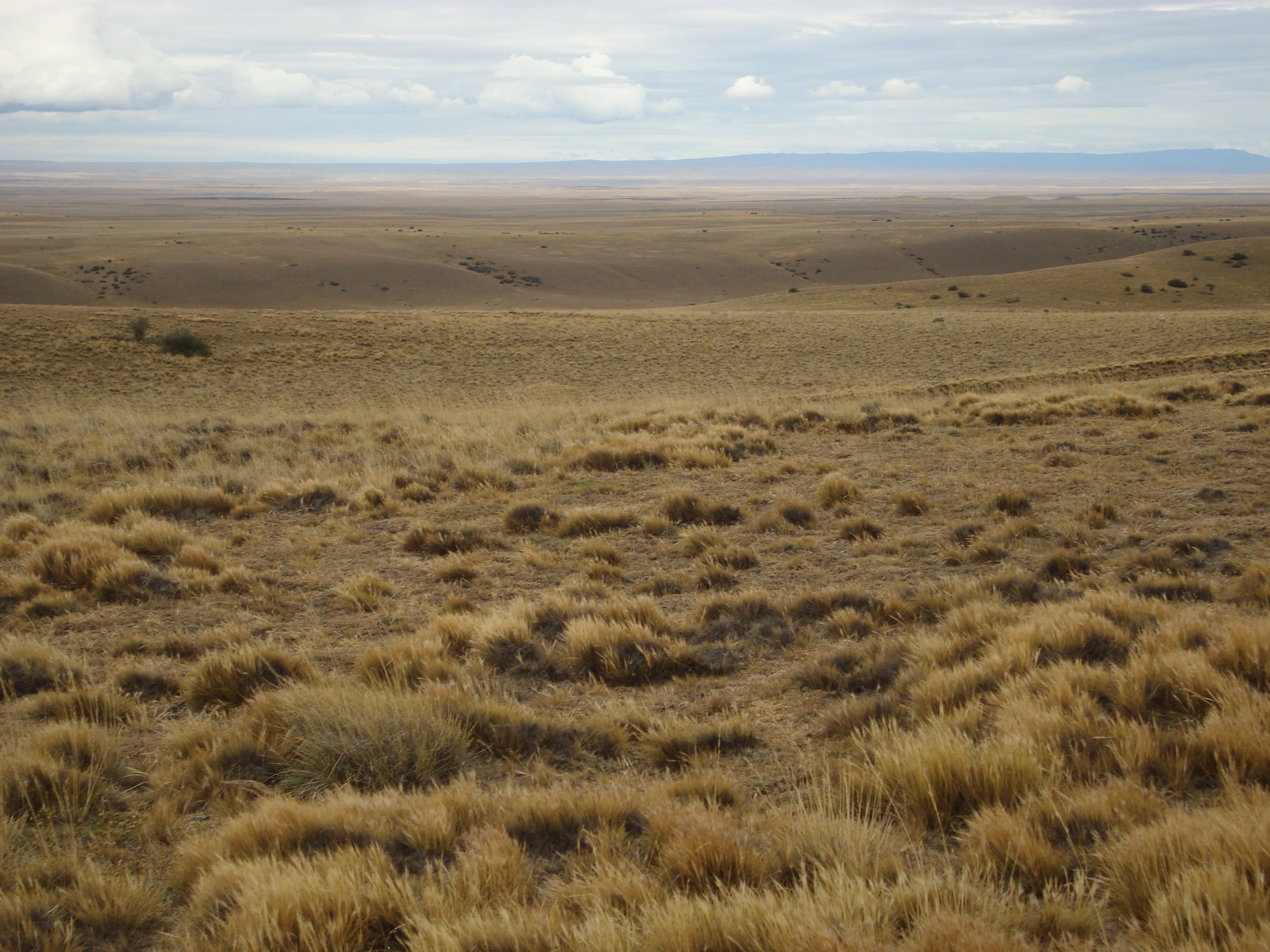

파타고니아 사막(Patagonian Desert)은 아메리카 대륙에서 가장 큰 사막으로 면적은 260,000km2이다. 아르헨티나 남부 파타고니아 지역에 펼쳐져 있으며, 일부는 칠레 영토에 속한다. 서쪽은 안데스산맥, 동쪽은 대서양에 접한다. 이 사막의 생성원인은 습윤한 바람이 높은 산맥을 넘어오면 건조해지는 '푄'현상으로 안데스산맥을 넘어온 바람이 '푄'현상을 일으켜 뜨겁고 건조한 바람이 되기 때문에 지속적으로 영향을 받은 파타고니아 지방이 사막이 된 것이다.

## 같이 보기
- 사막
- 마가야네스이데라안타르티카칠레나주
- 사막 기후
- 스텝 기후